# باتريك ميتكالف
باتريك ميتكالف هو لاعب كرة قدم كندي، ولد في 11 نوفمبر 1998 في ريتشموند في كندا. لعب مع Whitecaps FC 2 ‏.

## وصلات خارجية
- باتريك ميتكالف على موقع اتحاد النرويج (النرويجية)
- باتريك ميتكالف على موقع الدوري الأمريكي (الإنجليزية)
- باتريك ميتكالف على موقع قاعدة بيانات كرة القدم.إي يو (الإنجليزية)
- باتريك ميتكالف على موقع عالم كرة القدم.نت (الإنجليزية)